# البارجة اليونانية سالاميس
سالاميس (باليونانية: Σαλαμίς) سفينة حربية من الدرجة الأولى تم تصنيعها جزئيًا. طلب سلاح البحرية اليوناني تصنيعها من حوض بناء السفن أي جي فولكان بمدينة هامبورج الألمانية عام 1912. كان تصنيعها جزءً من برنامج البحرية اليونانية لإعادة التسليح بغرض تحديث الأسطول البحري، ردًا على التطويرات التي قام بها سلاح البحرية التركي بعد الحرب بين تركيا واليونان عام1897م.
كانت سالاميس بالإضافة للعديد من السفن الحربية – لم تُسلَّم أي منها إلى أي من الطرفين- تمثل ذروة سباق التسلح بين الدولتين والذي كان له عظيم الأثر في حرب البلقان الأولى والحرب العالمية الأولى.
كانت التصاميم الأولية للسفينة بوزن 13,500 طن، مع التسليح بستة مدافع عيار 14 إنش على ثلاثة أبراج ثنائية المدفعية، لكن جاء التصميم النهائي للسفينة أضخم بكثير، بوزن 19,500 طن مع ثماني مدافع عيار 14 إنش على أربعة أبراج، والمتوقع للسفينة أن تصل سرعتها 23 عقدة أسرع من أي سفينة حربية أخرى في ذلك الوقت.
بدأ العمل على هيكل السفينة في 23 يوليو 1913، وتم إنزاله للماء في 11 نوفمبر 1914، لكن توقف العمل في ديسمبر 1914 بعد اندلاع الحرب العالمية الأولى في شهر يوليو من نفس العام، فقام سلاح البحرية اليوناني باستخدام الهيكل كثكنة عسكرية عائمة بمدينة كييل. تم شراء أسلحة السفينة من شركة بيثليهم ستيل بالولايات المتحدة الأمريكية ولكن لم تتمكن من توصيلها بسبب الحصار البريطاني لألمانيا، فقامت الشركة ببيع الأسلحة لبريطانيا بدلًا من ذلك. ظل هيكل السفينة محتفظًا بحالته بعد الحرب وأصبح محل نزاع قانوني استمر لفترة طويلة. في النهاية مُنِحت سالاميس للبنائين وتم تفكيك الهيكل عام 1932م.

## التطوير
بعد الحرب التركية-اليونانية عام 1897، والتي ظهر فيها عجز الأسطول التركي عن تحدي البحرية اليونانية في السيطرة على بحر إيجه، بدأ الأسطول التركي برنامج تطوير لقواته، في البداية بدأت عمليات إعادة بناء السفن الحربية المدرعة القديمة إلى سفن حربية أكثر تقدمًا. ردًا على ذلك، قررت الحكومة اليونانية إعادة بناء أسطولها عام1905، والذي كان يعتمد في الأساس على ثلاث سفن حربية مدرعة من النوع هيدرا من عام 1880م، وبدأ سلاح البحرية اليوناني عام 1908م البحث عن تصاميم مقترحة من أحواض تصنيع السفن الأجنبية.
في عام1911م، سمح التغيير الدستوري باليونان للحكومة بأن تستعين بخبراء بحريين من الدول الأخرى، والذي مهَّد لدعوة وفد الأسطول البحري البريطاني ليقدم اقتراحاته بخصوص برنامج التسليح اليوناني. اقترح الضباط البريطانيين بناء بارجتين وزن 12000 طن وطوافة مدرعة كبيرة، قامت كل من شركة فيكرس وشركة أرمسترونج-ويتورث بتقديم تصاميم مقترحة للبارجتين. كان تصميم فيكرس لسفينة صغيرة مزودة بتسعة مدافع عيار 254 مم، بينما اقترحت أرمسترونج-ويتورث تصميم أكبر بأربعة عشر مدفع عيار 356 مم، لكن لم تشترِالحكومة اليونانية أي من هذه التصاميم المقترحة.
اكتملت الخطوة الأولى من برنامج إعادة التسليح بشراء السفينة الحربية المدرعة جورجيوس أفيروف الإيطالية الصنع في أكتوبر1909، فقامت القوات التركية بدورها بشراء سفينتين حربيتين من نوع بري دريدنوت: كيرفيرست فريدريك فيلهيلم وفايسينبيرج، مما زاد من حدة سباق التسلح بين البلدين. حاولت القوات اليونانية شراء بارجتين فرنسيتين من طراز أقدم، وعندما لم تكتمل عملية الشراء حاولت شراء بارجتين بريطانيتين ولكنها لم تنجح في ذلك أيضًا، بعد ذلك حاولت شراء بعض السفن من الولايات المتحدة الأمريكية، ولكنها قُوبلت بالرفض حيث توجد بين تركيا والولايات المتحدة مصالح تجارية واقتصادية هامة. قامت تركيا بشراء سفينة ريسايدي من نوع دريدنوت في أغسطس1911، مما هدد سيطرة اليونان على بحر إيجه، وبذلك أصبحت اليونان أمام خيارين إمَّا الاعتراف بعجزها عن مجاراة تركيا في سباق التسلح والانسحاب منه، أو شراء سفن جديدة من الدرجة الأولى لأسطولها البحري.